# Bostock v. Clayton County, Georgia
L'arrêt Bostock v. Clayton County, Georgia, 590 U.S. ___ (2020), est un arrêt de la Cour suprême des États-Unis rendu le 15 juin 2020, concernant les discriminations à l'égard des personnes homosexuelles et trans. Dans sa décision, la Cour suprême estime qu'un employeur qui licencie une personne pour le seul motif d'être homosexuelle ou transgenre viole le titre VII du Civil Rights Act de 1964, qui interdit notamment les discriminations fondées sur le « sexe » dans le monde du travail.

## Faits et procédure

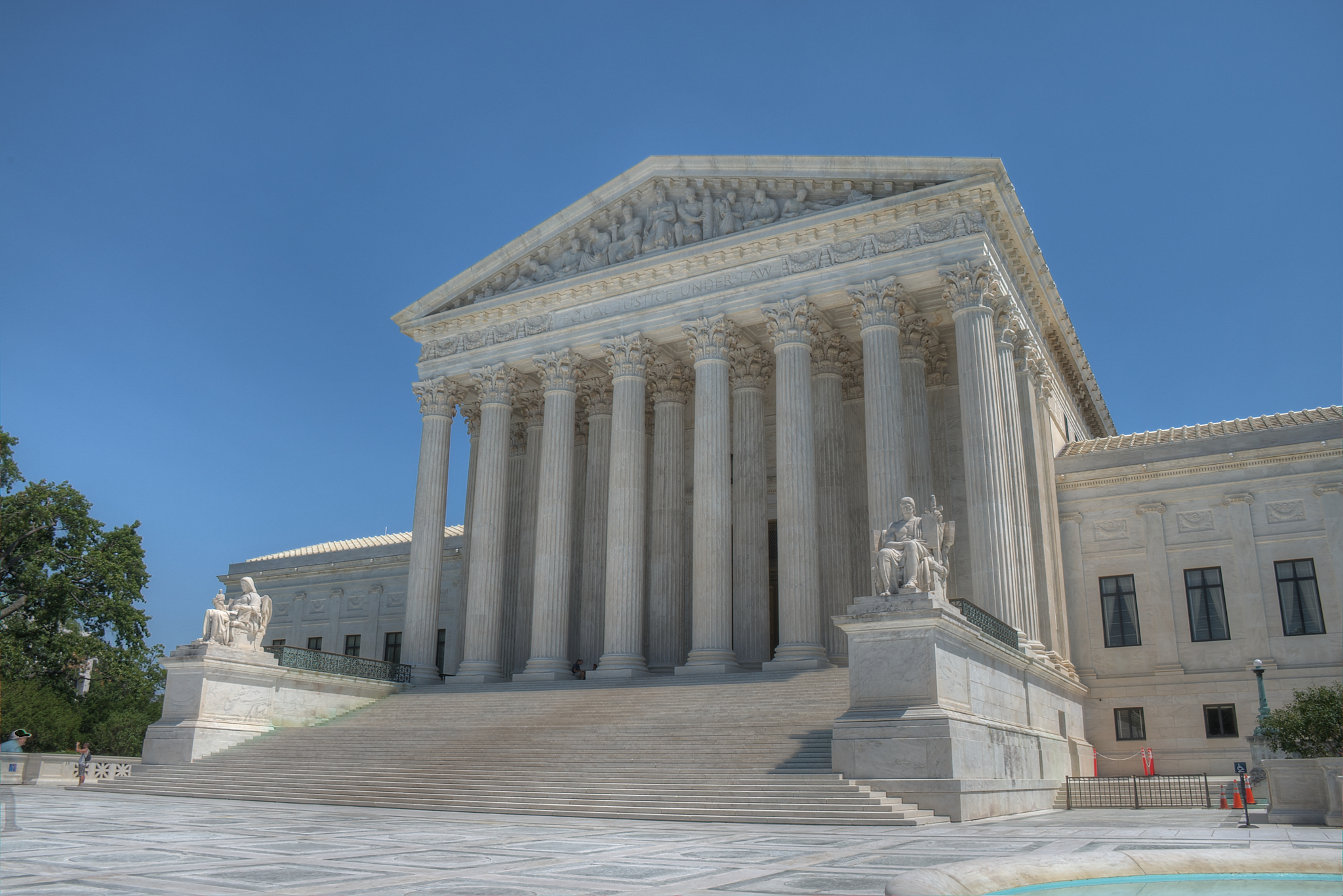
Les auditions devant la Cour suprême se déroulent le 8 octobre 2019.

En 2013, Gerald Bostock est renvoyé de son poste de coordinateur de services sociaux pour l'enfance du comté de Clayton en Géorgie pour mauvais usage des fonds qui lui étaient confiés. Le comté lui reproche plus de 12 000 dollars de dépenses injustifiées, soit la quasi-totalité de son budget.
Gerald Bostock porte plainte pour discrimination, affirmant que la vraie raison de son licenciement est la découverte de son orientation sexuelle (il venait de rejoindre une équipe gay de softball).
Son licenciement est confirmé par la Cour d'appel du 11e circuit, qui estime que la loi américaine n'interdit pas les discriminations fondées sur l'orientation sexuelle.
Les auditions devant la Cour suprême se déroulent le 8 octobre 2019. Deux autres affaires sont traitées en même temps que Bostock v. Clayton County, Georgia. L'arrêt Altitude Express Inc. v. Zarda concerne Donald Zarda, un moniteur de parachutisme renvoyé peu après avoir révélé son homosexualité à des clients ; après son décès dans un accident de parachute, ses héritiers poursuivent la procédure devant la justice. R.G. & G.R. Harris Funeral Homes v. EEOC concerne le licenciement d'Aimee Stephens, qui venait d'informer son employeur de sa transidentité et de son souhait d'utiliser son nouveau nom et porter des vêtements correspondant à son genre. Le dirigeant de la maison funéraire qui l'emploie affirme alors qu'il « violerait les ordres de Dieu [s'il autorisait Stephens] à nier son sexe tout en représentant son entreprise ». Stephens décède également en cours de procédure. Contrairement à l'affaire Bostock, ces deux décisions tranchent en faveur des personnes LGBT.
Lors des auditions d'octobre 2019, seuls 22 États américains (sur 50) interdisent les discriminations dans l'emploi basées sur l'orientation sexuelle et 21 celles basées sur l'identité de genre. Selon un rapport de Movement Advancement Project en partenariat avec le National LGBTQ Workers Center de 2018, une personne LGBT sur huit et plus du quart des travailleurs transgenres estiment avoir subi des discriminations au travail en raison de leur orientation sexuelle ou de leur identité de genre. La presse note également que les auditions interviennent après le départ à la retraite d'Anthony Kennedy, auteur de toutes les grandes décisions sur les droits LGBT (de Lawrence v. Texas à Obergefell v. Hodges), et son remplacement par un juge plus conservateur, inquiétant les associations LGBT,.

## Débat juridique
L'arrêt de la Cour suprême doit déterminer si le titre VII du Civil Rights Act de 1964, qui interdit aux employeurs de « refuser de recruter ou licencier une personne […] à cause de la race, la couleur, le religion, le sexe ou l'origine nationale de cette personne », s'étend à l'orientation sexuelle ou l'identité sexuelle d'une personne. Les opposants comme les défenseurs de cette application extensive s'accordent à dire que cette protection de l'orientation sexuelle et de l'identité de genre n'était pas l'intention du législateur des années 1960.
Les partisans de cette extension estiment toutefois que licencier un homme qui est attiré par les hommes et non une femme attirée par les hommes constitue une discrimination fondée sur le sexe de la personne renvoyée. Au contraire, les opposants à cette interprétation considèrent qu'il n'y a pas de discrimination si toutes les personnes homosexuelles — hommes comme femmes — sont renvoyées en raison de leur orientation sexuelle. Dans l'Altitude Express Inc. v. Zarda, la justice réfute ce dernier argument estimant, par analogie, que « renvoyer un homme qui aime les romans d'amour, mais pas une femme qui aime les mêmes livres » est une discrimination évidemment fondée sur le sexe de la personne.
Concernant l'identité sexuelle, l'arrêt R.G. & G.R. Harris Funeral Homes v. EEOC juge que forcer une femme transgenre à se vêtir et agir comme un homme et ne pas imposer les mêmes obligations aux autres femmes est une discrimination fondée sur le sexe de la personne, puisqu'il s'agit pour l'employeur de forcer les hommes à se vêtir et agir d'une certaine manière, différente des femmes. La Cour d'appel rajoute qu'il est impossible de renvoyer une personne transgenre, pour cette raison, sans se fonder au moins en partie sur son sexe.
L'administration Trump, par le biais de son avocat général Noel Francisco, défend l'application stricte de la loi. Elle soutient que la notion de sexe ne recouvre pas celles d'orientation sexuelle et d'identité sexuelle, ajoutant que « le traitement défavorable d'un employé gay ou d'une employée lesbienne en tant que tel n'est pas la conséquence du sexe de cette personne »,. Pour appuyer son argumentaire, le département de la Justice rappelle que depuis l'adoption de la loi en 1964 le Congrès a rejeté à plusieurs reprises des amendements visant à étendre le titre VII à l'orientation sexuelle, prouvant ainsi qu'elle n'était pas protégée par le texte original.
Deux précédents arrêts de la Cour suprême ont cependant déjà élargi la notion de « sexe ». Dans l'arrêt Price Waterhouse v. Hopkins de 1989, la Cour reconnaît qu'une femme qui n'a pas reçu de promotion car elle n'était pas assez féminine avait fait l'objet d'une discrimination illégale, considérant que discriminer une personne pour ne pas se conformer aux attentes liées à son genre constitue une discrimination basée sur le sexe de cette personne. Dans l'arrêt Oncale v. Sundowner Offshore Services, Inc. de 1998, la plus haute juridiction américaine estime que le harcèlement sexuel entre personnes de même sexe constitue également une discrimination basée sur le sexe.

## Décision de la Cour suprême

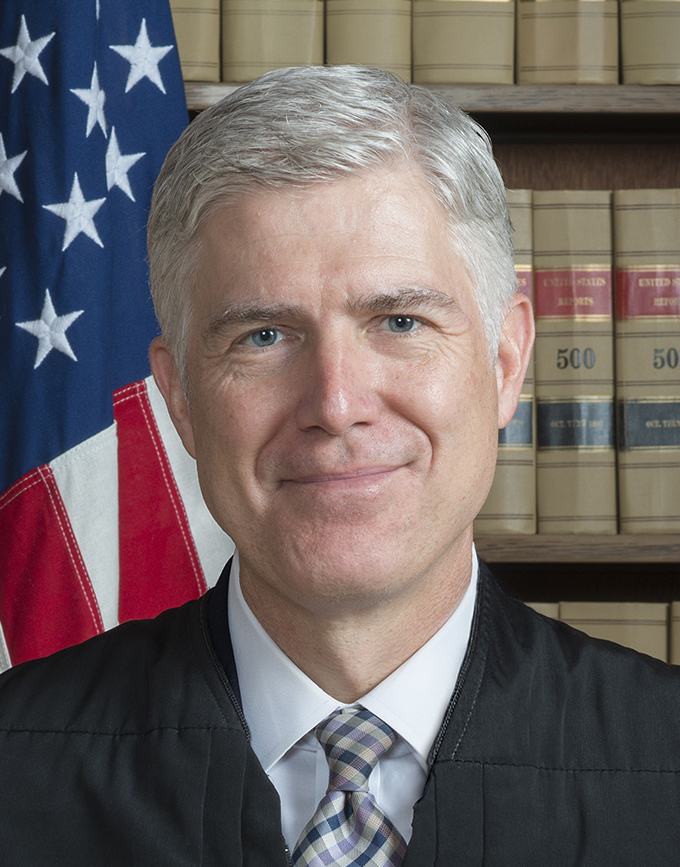
Le juge conservateur Neil Gorsuch est l'auteur de l'arrêt Bostock v. Clayton County, Georgia.

Dans une décision rédigée par Neil Gorsuch, la Cour suprême estime qu'« un employeur qui licencie une personne pour le seul motif d'être homosexuelle ou transgenre viole la loi » (« An employer who fires an individual merely for being gay or transgender defies the law »). Elle ajoute qu'« un employeur qui licencie une personne pour être homosexuelle ou transgenre licencie une personne pour des traits ou des actions qu'il n'aurait pas questionnés chez les personnes d'un autre sexe » (« An employer who fires an individual for being homosexual or transgender fires that person for traits or actions it would not have questioned in members of a different sex ») et qu'« il est impossible de discriminer une personne pour être homosexuelle ou transgenre sans discriminer cette personne sur la base de son sexe » (« It is impossible to discriminate against a person for being homosexual or transgender without discriminating against that individual based on sex »).
Gorsuch rappelle cependant que la décision ne s'applique qu'au domaine de l'emploi et que le Civil Rights Act de 1964 prévoit des exceptions pour les employeurs étant des organisations religieuses.
Gorsuch est rejoint par les quatre juges libéraux de la Cour (Ruth Bader Ginsburg, Stephen Breyer, Sonia Sotomayor et Elena Kagan), ainsi que son président John G. Roberts Jr.. Le fait que Gorsuch, juge conservateur, rédige la décision est parfois considéré comme une surprise par la presse. D'autres estiment cependant qu'il s'agit d'une décision logique pour un juge textualiste comme Gorsuch, qui privilégie le texte à l'intention de l'auteur.

## Réactions
Dans une opinion divergente, le juge conservateur Samuel Alito critique la majorité, estimant qu'elle prend le rôle du législateur et abuse de son autorité. Il rappelle que, lors de son adoption, le Civil Rights Act de 1964 ne visait pas à protéger les discriminations basées sur l'orientation sexuelle ou l'identité de genre et que le Congrès n'a pas adopté de loi en ce sens. Alito est rejoint dans son opinion par Clarence Thomas. Dans une opinion divergente séparée, Brett Kavanaugh souligne l'importance de l'arrêt de la Cour mais estime également que le rôle de la Cour suprême n'est pas de modifier la loi.
L'arrêt constitue la première décision de la Cour suprême des États-Unis apportant une protection juridique en faveur des personnes transgenres.
Bostock v. Clayton County, Georgia est considéré comme un revers pour les chrétiens conservateurs et l'administration Trump, qui avaient fait de la nomination de juges conservateurs — à l'image de Neil Gorsuch — une priorité.